# Мандура
Мандура (енгл. Mandurah) је град Аустралији у савезној држави Западна Аустралија. Према попису из 2006. у граду је живело 67.813 становника.

## Становништво
Према попису, у граду је 2006. живело 67.813 становника.
| 1991.  | 1996.  | 2001.  | 2006.  |
| ------ | ------ | ------ | ------ |
| 23,343 | 35,945 | 46,697 | 67,813 |